# Eupória
Eupória, na mitologia grega, era uma das horas, filhas de Zeus e de Têmis, deusas guardiãs da ordem natural, do ciclo anual de crescimento da vegetação e das estações climáticas anuais.
Eupória é a personificação da abundância.